# Gani Żajłauow
Gani Żajłauow (kaz. Ғани Жайлауов; ur. 3 sierpnia 1985) – kazachski bokser, brązowy medalista mistrzostw świata. 
Występuje na ringu w wadze lekkiej. W 2011 roku podczas mistrzostw świata amatorów w Baku zdobył brązowy medal w kategorii do 60 kg. 
Podczas igrzysk olimpijskich w Londynie (2012) przegrał swój ćwierćfinałowy pojedynek z Yasnierem Toledo z Kuby.